# Фадин, Виктор Сергеевич
Фа́дин Ви́ктор Серге́евич (родился 28 ноября 1942) — российский физик. Главный научный сотрудник Института ядерной физики им. Г. И. Будкера (1998), доктор физико-математических наук (1983), профессор (1990), член-корреспондент Российской академии наук. Специалист в области теоретической физики и физики элементарных частиц. Один из создателей подхода БФКЛ в квантовой хромодинамие. Имеет более 9 500 цитирований своих работ, опубликованных в реферируемых журналах. Индекс Хирша — 42

## Биография
В. С. Фадин родился 28 ноября 1942 года в деревне Поперечное Ордынского района Новосибирской области в семье крестьян. В 1965 году В. С. Фадин окончил Физический факультет Новосибирского государственного университета. Сразу после окончания университета в 1965 году начал работать в теоретическом отделе Института ядерной физики СО АН им. Г. И. Будкера под руководством В. Н. Байера. В 1983 году В. С. Фадину присуждена степень доктора физико-математических наук, а в 1993 году — присвоено учёное звание профессора. С 2001 по 2012 год возглавлял теоретический отдел ИЯФ СО РАН им. Г. И. Будкера.
Работая в НГУ с 1967 года, В. С. Фадин ведёт активную преподавательскую деятельность на кафедре теоретической физики физического факультета в должности профессора. С 1991 по 1997 год В. С. Фадин являлся деканом Физического факультета НГУ. В настоящее время он читает курсы «Квантовая электродинамика» и «Теория сильных взаимодействий» для студентов-магистрантов НГУ.
В. С. Фадин — член учёных советов Новосибирского государственного университета и ИЯФ СО РАН им. Г. И. Будкера, секретарь диссертационного совета по защитам диссертаций, редактор раздела «Теоретическая и математическая физика» журнала Вестник НГУ, эксперт РФФИ.
Женат. Имеет сына и дочь.

## Научные достижения
В. С. Фадин — специалист в области квантовой теории поля, автор более 190 научных работ, в том числе двух монографий. Лауреат Гумбольдтовской премии 2001 года. В 2006 году удостоен звания «Заслуженный работник высшей школы Российской Федерации». Почётный профессор НГУ (2012 год). В 2015 году В. С. Фадин вместе с профессором С. Бродским был награждён Премией Померанчука «за его результаты, посвящённые высокоэнергетичным процессам в КЭД и КХД».
В. С. Фадин внёс существенный вклад в теоретическое описание процессов квантовой электродинамики: он теоретически исследовал ряд процессов квантовой электродинамики, экспериментально наблюдаемых на встречных электрон-позитронных пучках; развил метод квазиреальных частиц, ставший первым шагом к партонной картине в квантовой теории поля; разработал эффективный метод структурных функций для вычисления радиационных поправок к сечениям процессов электрон-позитронной аннигиляции.
В. С. Фадин является специалистом в области квантовой хромодинамики (КХД) при высоких энергиях: им исследовано поведение амплитуд в неабелевых калибровочных теориях при высоких энергиях при фиксированных переданных импульсах. В частности, В. С. Фадину (в соавторстве с его учениками) принадлежит доказательство мультиреджевской формы амплитуд с глюонным обменом, проведённое в главном и в следующем за главным логарифмическим приближениях.
В. С. Фадин является одним из создателей подхода БФКЛ (Балицкого — Фадина — Кураева — Липатова) к описанию полных сечений полужёстких процессов в квантовой хромодинамике. Им с соавторами было получено уравнение (уравнение БФКЛ) для эволюции амплитуд процессов КХД с ростом энергии, на основе которого был теоретически предсказан рост сечений с энергией, обнаруженный впоследствии в экспериментах по глубоко-неупругому рассеянию электронов на протонах на коллайдере HERA. В значительной степени современная теория полужёстких процессов КХД основана на подходе БФКЛ. Благодаря работам В. С. Фадина данный подход был в значительной степени развит в следующем за главным приближении, что является крайне актуальным для современных экспериментальных приложений.
Кроме того, В. С. Фадиным был открыт и исследован эффект когерентности при излучении мягких глюонов в КХД, а также разработан метод учёта эффектов нестабильности при рождении тяжёлых частиц.

## Награды
- Лауреат премии Гумбольдта (2002)[6].
- Заслуженный работник высшей школы РФ (2006)[6].
- В 2024 году награждён благодарностью Президента Российской Федерации за заслуги в развитии отечественной науки, многолетнюю плодотворную деятельность и в связи с 300-летием со дня основания Российской академии наук[19].